# 成田昇
成田 昇（なりた のぼる、1948年6月9日 - ）は、愛知県出身の元プロ野球選手。ポジションは投手。

## 来歴・人物
愛知県立一宮商業高等学校卒業後は海外へ進学したが、1968年に愛知工業大学へ入学し、1年生からエースとなる。愛知大学野球リーグでは、家庭の事情により2年生限りで中退したが、リーグ通算18勝を挙げる。サイドからの速球とくに内角シュート、外角ナックル式の落ちる球は見るべきものがあり、制球力も良かった。
その後、西濃運輸へ進むが活躍の場はなく、退社した1970年のプロ野球ドラフト会議でヤクルトアトムズから11位指名され入団。しかし一軍の試合には出場することなく、1974年限りで引退した。
宇佐美徹也によると、1971年6月25日のイースタン・リーグのロッテオリオンズ戦で、打席に立った飯島秀雄（代走専門選手としてプロ入り）から三振を奪っている。

## 詳細情報

### 年度別投手成績
- 一軍公式戦出場無し

### 背番号
- 47 （1971年 - 1974年）